# Zhang Hanlan
Zhang Hanlan (张晗兰S, Zhāng HánlánP; Shenyang, 19 luglio 1979) è un'ex cestista cinese.

## Carriera
Con la Cina ha disputato i Giochi olimpici di Pechino 2008 e due edizioni dei Campionati mondiali del mondo (2002, 2010).